# Get Shorty
Série
Be Cool
(2005)
Pour plus de détails, voir Fiche technique et Distribution.
Get Shorty (Stars et truands) ou C'est le petit qu'il nous faut au Québec (Get Shorty) est un film américain réalisé par Barry Sonnenfeld et sorti en 1995.
Il est adapté du roman ZigZag Movie (Get Shorty) d'Elmore Leonard, publié en 1990. Une suite est sortie en 2005 : Be Cool, réalisée par F. Gary Gray.

## Synopsis
Chili Palmer est un prêteur sur gage de Miami et passionné de cinéma. Un jour, alors que Miami connait une vague de froid, Chili casse le nez de Ray Barboni qui a "emprunté" son manteau. Fou de rage, Ray veut le tuer (en vain), puis son supérieur lui rappelle que Chili, travaillant pour Momo, est intouchable. Mais le soir suivant, Momo meurt d'une crise cardiaque lors d'une surprise organisée pour son anniversaire.
Quelques jours plus tard, Chili est chargé par son nouveau supérieur Ray (avec qui il ne s'entend pas), qui a repris les affaires de Momo, de récupérer la dette de Leo Devoe, un de ses emprunteurs, mort dans un accident d'avion. Mais lorsque Chili interroge Fay, la veuve, il découvre que Leo n'était pas dans l'avion. Fay a reçu de l'argent en dédommagement de la mort accidentelle de son ami, que ce dernier a ensuite joué à Las Vegas.
Chili se rend à Las Vegas pour retrouver Leo, la piste le mène finalement à Los Angeles. Il est chargé au passage par le patron d'un casino de récupérer 150 000 $ que doit Harry Zimm, un producteur de films de série B. Arrivé à Los Angeles, il s'introduit chez Harry Zimm pour réclamer ce qu'il doit, mais sympathise rapidement avec lui, et lui raconte son histoire. Chili et Harry se mettent d'accord pour en faire un film. Chili trouve Leo et récupère l'argent ainsi que les gains obtenus à Las Vegas.
Pendant ce temps, le trafiquant de drogue Bo Catlett doit remettre 500 000 $ à Yayo Portillo, envoyé par Escobar, son fournisseur de drogue. Décelant la présence d'agents de la DEA, il met la somme dans un casier de l'aéroport. Yayo, paranoïaque, refuse de récupérer la somme dans le casier. Bo le tue.
Bo investit de l'argent dans les films d'Harry Zimm. Mais Harry l'a dépensé à Las Vegas, pour obtenir assez d'argent pour acheter un script qu'il juge très bon. Entendant parler du script, Bo décide de prêter 500 000 $ de plus à Harry, en lui remettant la clef de la consigne de l'aéroport. Harry charge alors Chili de récupérer l'argent. Arrivé à l'aéroport, Chili remarque les agents de la DEA, et ne tombe pas dans le piège.
Pendant ce temps, Chili a également sympathisé avec l'actrice Karen Flores qui a une relation avec Harry et tous deux entament une relation. Chili rencontre également le légendaire acteur Martin Weir qui est intéressé par le projet de film sur l'histoire de Chili Palmer. Cherchant de nouveaux financements, Zimm téléphone à Ray Barboni en essayant d'imiter le sens de la répartie de Chili pour lui expliquer que Chili a récupéré l'argent. Barboni vient alors à Los Angeles pour demander à Zimm où sont Chili et l'argent. Il s'énerve et frappe Zimm.
Escobar, n'ayant pas obtenu l'argent, vient lui-même le chercher à Los Angeles. Bo, sous pression, retient Karen en otage pour obliger Chili à lui donner l'argent de Leo. Mais la situation dégénère et Bo se fait tuer. Karen et Chili rentrent, mais là-bas ils sont attendus par Barboni, venu récupérer l'argent Leo. En fouillant Chili, il trouve la clef de la consigne, et Chili laisse entendre que l'argent s'y trouve. Barboni considère que le conflit entre eux est désormais enterré et s'en va. Barboni se rend à l'aéroport pour récupérer l'argent et se fait arrêter par les agents de la DEA.
Finalement, Zimm et Chili tournent un film sur les aventures de Chili à Las Vegas avec Harvey Keitel dans le rôle de Barboni et Martin Weir dans le rôle de Chili. Mais Chili et Karen ne sont pas satisfait du casting de Martin Weir.

## Fiche technique
Sauf indication contraire, les informations mentionnées dans cette section peuvent être confirmées par la base de données cinématographiques IMDb,  présente dans la section « Liens externes ».
- Titre original : Get Shorty
- Titre français complet : Get Shorty (Stars et truands)
- Titre québécois : C'est le petit qu'il nous faut
- Réalisation : Barry Sonnenfeld
- Scénario : Scott Frank, d'après le roman ZigZag Movie (Get Shorty) d'Elmore Leonard
- Musique : John Lurie, avec la participation de Billy Martin
- Direction artistique : Steve Arnold
- Décors : Peter S. Larkin
- Costumes : Betsy Heimann
- Photographie : Donald Peterman
- Montage : Jim Miller
- Production : Danny DeVito, Michael Shamberg et Stacey Sher ; Graham Place (coproducteur) ; Susan Ringo (associée) ; Barry Sonnenfeld (délégué)
- Sociétés de production : Jersey Films et Metro-Goldwyn-Mayer
- Sociétés de distribution : Metro-Goldwyn-Mayer (États-Unis), United International Pictures (France)
- Budget : 30 000 000 USD[1]
- Pays de production :  États-Unis
- Langue originale : anglais
- Format : couleurs  - 35 mm - 1.85:1- son Dolby Digital et DTS
- Durée : 105 minutes
- Genre : Comédie noire
- Dates de sortie[2] :
  - États-Unis : 20 octobre 1995
  - Belgique, France : 27 mars 1996

## Distribution
- John Travolta (VF : Renaud Marx et VQ : Jean-Luc Montminy) : Chili Palmer
- Gene Hackman (VF : Jacques Richard et VQ : Yvon Thiboutot) : Harry Zimm
- Rene Russo (VF : Véronique Augereau et VQ : Hélène Mondoux) : Karen Flores
- Danny DeVito (VF : Daniel Russo et VQ : Ronald France) : Martin Weir
- Bette Midler (VF : Michèle Bardollet et VQ : Anne Caron) : Doris (non créditée au générique)
- Dennis Farina (VF : Michel Fortin et VQ : Yves Corbeil) : Ray « Bones » Barboni
- Delroy Lindo (VF : Pascal Renwick et VQ : Victor Désy) : Bo Catlett
- Miguel Sandoval : Escobar
- James Gandolfini (VF : Bruno Carna et VQ : Mario Desmarais) : Bear
- Jon Gries (VF : Philippe Peythieu) : Ronnie Wingate
- David Paymer (VF : Daniel Lafourcade) : Leo Devoe
- Martin Ferrero (VF : Gilbert Lévy) : Tommy Carlo
- Linda Hart (en) (VF : Marie Vincent) : Fay Devoe
- Bobby Slayton (en) (VF : Hervé Bellon) : Dick Allen
- Jacob Vargas (VF : Emmanuel Garijo) : Yayo Portill
- Barry Sonnenfeld : un portier de l'hôtel (caméo)
- Patrick Breen (VF : Éric Missoffe) : le médecin résident
- Harvey Keitel (VF : Bernard-Pierre Donnadieu) : lui-même interprétant Ray « Bones » Barboni dans le film (caméo non crédité au générique)
- Penny Marshall (VF : Marie-Laure Beneston) : la réalisatrice du film (caméo non crédité au générique)
- Alex Rocco (VF : Patrick Messe) : Jimmy Cane
- Vito Scotti (VF : Mario Santini) : le directeur du Vesuvio

 Source et légende : version française (VF) sur RS Doublage et VoxoFilm
 Source et légende : version québécoise (VQ) sur Doublage.qc.ca

## Production

### Développement
Le studio voulait à l'origine que le film soit réalisé par Quentin Tarantino. Deux ans plus tard, Quentin Tarantino adaptera un autre roman d'Elmore Leonard, Rum Punch, pour son 3e film Jackie Brown. De plus, c'est Quentin Tarantino lui-même qui a convaincu John Travolta d'accepter le rôle, car ce dernier l'avait dans un premier temps refusé.

### Attribution des rôles
Michael Keaton, Bruce Willis, Warren Beatty, Robert De Niro, Al Pacino et Dustin Hoffman ont été envisagés pour le rôle de Chili Palmer. Ben Stiller a joué dans le film mais sa scène a été coupée. Il jouait le rôle d'un jeune réalisateur de films d'horreur.
Harvey Keitel fait une très courte apparition à la fin du film. Il joue, dans le film de Chili, le personnage de Ray Barboni. C'est un exemple de film dans le film. Ernest « Chili » Palmer, ami d'Elmore Leonard, fait également un caméo dans le film, dans le rôle d'un ami de Ray Barboni. L'actrice-réalisatrice Penny Marshall fait une courte apparition en tant que réalisatrice du « film dans le film ».
Le rôle de Bo Catlett était à l'origine écrit pour Samuel L. Jackson, John Goodman était choisi pour incarner Bear mais déclina l'offre.

### Tournage
Le tournage a eu lieu du 17 janvier 1995 au 18 avril 1995, en Californie (Los Angeles : aéroport international de Los Angeles Beverly Hills, Venice Beach ; Sony Pictures Studios de Culver City, Malibu, Marina Del Rey, Santa Monica), en Floride et à Las Vegas dans le Nevada.

## Accueil
Initialement distribué dans 1 612 salles aux États-Unis, Get Shorty prend directement la première place du box-office pour son premier week-end d'exploitation avec 12 700 007 $ de recettes et garde la tête du box-office durant les deux semaines suivantes en ayant engrangé plus de 40 000 000 $ depuis sa sortie, voyant sa combinaison monter jusqu'à 2 103 salles. Il totalise 72 101 622 $ en fin d'exploitation. À l'international, il engrange 43 000 000 $, pour un total mondial de 115 101 622 $.
Le succès du film reste modéré en France, avec seulement 320 330 entrées en fin d'exploitation, où il fut distribué dans 235 salles.

## Distinctions

### Récompenses
- Golden Globes 1996 : meilleur acteur dans un film musical ou une comédie pour John Travolta[11]
- ASCAP Film and Television Music Awards 1996 : Top Box Office Film
- American Comedy Awards 1996[12] : 
  - Acteur le plus drôle dans un premier rôle pour John Travolta ;
  - Acteur le plus drôle dans un second rôle pour Dennis Farina ;
  - Actrice la plus drôle dans un second rôle pour Bette Midler.
- Southeastern Film Critics Association Awards 1996 : meilleur acteur pour John Travolta

### Nominations
- American Comedy Awards 1996 : acteur le plus marrant dans un premier rôle pour Gene Hackman
- Berlinale 1996 : Ours d'or du meilleur film
- Casting Society of America Awards 1996 : prix Artios pour le meilleur casting d'une comédie
- Edgar Allan Poe Awards 1996 : meilleur film
- Golden Globes 1996 : meilleur film musical ou comédie et meilleur scénario
- Screen Actors Guild Awards 1996 : meilleur casting
- WGA Awards 1996 : meilleur scénario adapté
- Grammy Awards 1997 : meilleure composition écrite pour le cinéma ou la télévision pour John Lurie

## Clins d’œil
Le film fourmille de petits détails et d'allusions au cinéma et à la carrière des acteurs du film. John Travolta, dans une scène dit à Rene Russo « you can't turn him [Martin Weir] into Mel Gibson ». Rene Russo a travaillé avec Mel Gibson notamment dans L'Arme fatale 3, La Rançon et L'Arme fatale 4.
Dans le livre, le producteur Harry Zimm dit à Chili qu'il veut contacter Gene Hackman pour jouer dans l'un de ses films. C'est Hackman lui-même qui incarne Zimm dans l'adaptation au cinéma. Par ailleurs, selon l'écrivain Elmore Leonard, le personnage de la vedette de cinéma Martin Weir serait inspiré de Dustin Hoffman.